# 🍌
🍌 is een teken uit de Unicode-karakterset dat een 
banaan voorstelt. Deze emoji is in 2010 geïntroduceerd met de Unicode 6.0-standaard.

## Betekenis

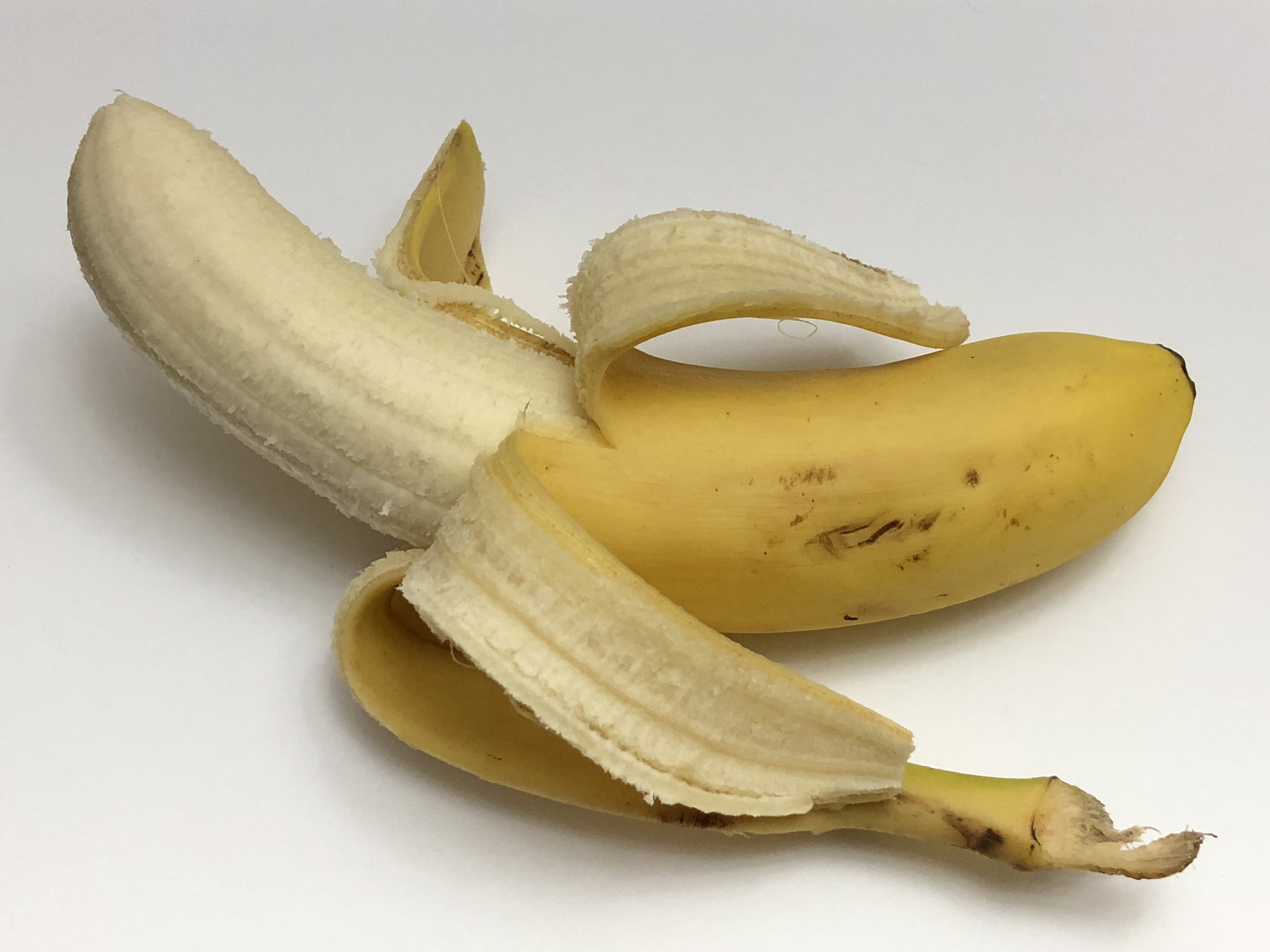
Een gepelde banaan

Deze emoji geeft in veel implementaties een vers gepelde banaan weer, maar in sommige gevallen wordt ook een bananentros vertoond. Buiten het verbeelden van het fruit worden er ook scabreuzer betekenissen aan deze emoji toegekend; de banaan is een bekend synoniem voor het mannelijk geslachtsorgaan, maar daarnaast is de vrucht in staat van ontpelling bedoeld als een uitnodiging de kleren uit te trekken.

## Codering

De Twemoji implementatie

### Unicode
In Unicode vindt men de 🍌 onder de code U+1F34C  (hex).

### HTML
In HTML kan men in hex de volgende code gebruiken: &#x1F34C;

### Shortcode
In software die shortcode ondersteunt zoals Slack en GitHub kan het karakter worden opgeroepen met de code :banana:.

### Unicode-annotatie
De Unicode-annotatie voor toepassingen in het Nederlands (bijvoorbeeld een Nederlandstalig smartphonetoetsenbord) is banaan. De emoji is ook te vinden met het sleutelwoord fruit.